# Hidroelektrična energija
Hidroelektrična energija je električna energija proizvedena iz hidroenergije. Godine 2015, iz hidroenergije je generisano 16,6% svetske ukupne proizvodnje električne energije i 70% celokupne obnovljive električne energije, i očekuje se da će njen udeo rasti tokom sledećih decenija.
Hidroelektrična energija se proizvodi u 150 zemalja, pri čemu je Azijsko-pacifički region 2013. godine proizveo 33 procenata globalne hidroenergije. Kina je najveći proizvođač hidroelektrične energije, sa produkcijom od 920 TWh u 2013. godini, što predstavlja 16,9% domaće potrošnje električne energije.
Trošak hidroelektrične energije je relativno nizak, što je čini konkurentnim izvorom obnovljive električne energije. Hidro stanica ne troši vodu, za razliku od elektrana na ugalj i gas. Tipični troškovi električne energije iz hidrocentrale veće od 10 megavata su 3 do 5 američkih centi po kilovat satu. Sa branom i rezervoarom, to je takođe fleksibilan izvor električne energije, jer se količina električne energije proizvedena u hidroelektrani može uvećati ili smanjivati (za samo nekoliko sekundi) da bi se prilagodila promenljivim potrebama energije. Jednom kada se izgradi hidroelektrični kompleks, projekat ne stvara direktan otpad, a u mnogim slučajevima ima znatno niži nivo proizvodnje gasova sa efektom staklene bašte od energetskih postrojenja na fosilna goriva.

## Istorija
Hidroenergija se od davnina koristi za mlevenje brašna i obavljanje drugih poslova. Sredinom 1770-ih francuski inženjer Bernar Forest de Belidor objavio je rad pod naslovom Architecture Hydraulique, u kome je opisao vertikalno i horizantalnoosne hidraulične mašine. Do kraja 19. veka električni generator je razvijen i mogao se povezati sa hidraulikom. Rastuća potražnja koja je proizišla iz industrijske revolucije pokrenula je dalji razvoj. Godine 1878, u mestu Kregsajd u Nortamberlandu u Engleskoj, Vilijam Armstrong razvio je prvi plan hidroelektrane na svetu. Elektrana je korišćena je za napajanje jedne elektrolučne lampe u njegovoj umetničkoj galeriji. Stara elektrana Šelkopf broj 1, SAD, u blizini Nijagarinih vodopada, počela je da proizvodi električnu energiju 1881. Prva Edisonova hidroelektrana, postrojenje u ulici Vulkan, počela je sa radom 30. septembra 1882. u Apltonu, Viskonsin, sa izlazom od oko 12,5 kilovata. Do 1886. bilo je 45 hidroelektrana u SAD i Kanadi; a do 1889. bilo ih je 200 samo u SAD.
Na početku 20. veka, komercijalne kompanije su konstruisale mnoge male hidroelektne u planinama u blizini metropolitanskih područja. U Grenoblu, u Francuskoj održana je Međunarodna izložba hidroenergije i turizma, sa preko milion posetilaca. Do 1920. godine, kada je 40% električne energije proizvedene u Sjedinjenim Državama bilo hidroelektrično, Federalni zakon o elektranama je stupio na snagu. Zakonom je stvorena Federalna komisija za elektrane koja reguliše hidroelektrane na federalnom zemljištu i vodi. Kako su elektrane postajale veće, njihove pridružene brane su stekle dodatne svrhe, uključujući kontrolu poplava, navodnjavanje i navigaciju. Federalno finansiranje postalo je neophodno za razvoj velikih razmera, i stvorene su korporacije u federalnom vlasništvu, kao što su Uprava doline Tenesi (1933) i Bonevilska uprava elektrana (1937). Pored toga, Biro za reklamaciju koji je započeo niz irigacionih projekata u zapadnim SAD početkom 20. veka, sada je gradio velike hidroelektrane, poput Huverove brane iz 1928. godine. Inženjerski armijski korpus SAD takođe je bio uključen u razvoj hidroelektrana, dovršivši Bonevilsku branu 1937. godine i priznat je Zakonom o suzbijanju poplava iz 1936. godine kao najvažnija federalna agencija za kontrolu poplava.
Hidroelektrane su nastavile da postaju sve veće tokom 20. veka. Hidroenergija je nazivana belim ugljem. Početni kapacitet elektrane pri Huverovoj brani bio je 1.345 MW, te je 1936. godine bila najveća hidroelektrana na svetu. Premašila ju je za 6.809 MW elektrana pri Grand Kuli brani 1942. godine. Brana Itaipu je otvorena 1984. godine u Južnoj Americi kao najveća, proizvodeći 14 GW. Nju je 2008. godine nadmašila Brana Tri klisure u Kini, sa 22,5 GW. Hidroelektrična energija prevashodno zadovoljava potrebe nekih zemalja za električnom strujom, uključujući Norvešku, Demokratsku Republiku Kongo, Paragvaj i Brazil, sa preko 85% njihove električne energije. Sjedinjene Države trenutno imaju preko 2.000 hidroelektrana koje isporučuju 6,4% ukupne proizvodnje električne energije, što čini 49% njihove obnovljive električne energije.

## Svetski hidroelektrični kapacitet
Rangiranje hidroelektrana vrši se bilo prema stvarnoj godišnjoj proizvodnji energije ili prema rangu snage instaliranog kapaciteta. U 2015. godini hidroelektrane su proizvele 16,6% svetske električne energije i 70% sve obnovljive električne energije. Hidroelektrična energija se proizvodi u 150 država, a azijsko-pacifički region je generisao 32 odsto globalne hidroenergije u 2010. godini. Kina je najveći proizvođač hidroelektrične energije, sa 721 teravat-sata proizvodnje u 2010. godini, što predstavlja oko 17 odsto potrošnje električne energije u zemlji. Brazil, Kanada, Novi Zeland, Norveška, Paragvaj, Austrija, Švajcarska, Venecuela i nekoliko drugih zemalja imaju veći deo unutrašnje proizvodnje električne energije zadovoljen iz hidroelektrana. Paragvaj proizvodi 100% svoje električne energije iz hidroelektrana, a 90% svoje proizvodnje izvozi u Brazil i Argentinu. Norveška proizvodi 96% svoje električne energije iz hidroelektričnih izvora.
| Zemlja            | Godišnja hidroelektrična produkcija (TWh) | Instalirani kapacitet (GW) | Faktor kapaciteta | % ukupne produkcije |
| ----------------- | ----------------------------------------- | -------------------------- | ----------------- | ------------------- |
| Kina              | 1064                                      | 311                        | 0,37              | 18,7%               |
| Kanada            | 383                                       | 76                         | 0,59              | 58,3%               |
| Brazil            | 373                                       | 89                         | 0,56              | 63,2%               |
| Sjedinjene Države | 282                                       | 102                        | 0,42              | 6,5%                |
| Rusija            | 177                                       | 51                         | 0,42              | 16,7%               |
| Indija            | 132                                       | 40                         | 0,43              | 10,2%               |
| Norveška          | 129                                       | 31                         | 0,49              | 96,0%               |
| Japan             | 87                                        | 50                         | 0,37              | 8,4%                |
| Venecuela         | 87                                        | 15                         | 0,67              | 68,3%               |
| Francuska         | 69                                        | 25                         | 0,46              | 12,2%               |

## Literatura
- Branker, K.; Pathak, M.J.M.; Pearce, J.M. (2011). „A review of solar photovoltaic levelized cost of electricity”. Renewable and Sustainable Energy Reviews. 15 (9): 4470—4482. S2CID 73523633. doi:10.1016/j.rser.2011.07.104.
- Human Rights Watch (1995). The Three Gorges Dam in China: forced resettlement, suppression of dissent and labor rights concerns (Report). 7 (Human Rights Watch/Asia изд.). New York: Human Rights Watch. Приступљено 18. 2. 2019.
- „Clean Energy Will Continue To Hit Dirty Power As Costs Continue To Fall”. 29. 10. 2019. Приступљено 24. 11. 2019.
- „Levelized Cost of Energy and Levelized Cost of Storage 2018”. 7. 11. 2019. Архивирано из оригинала 26. 10. 2021. г. Приступљено 24. 11. 2019.
- Renewable Power Generation Costs in 2019. Abu Dhabi: International Renewable Energy Agency (IRENA). maj 2019. ISBN 978-92-9260-040-2. Приступљено 24. 11. 2019.
- Vincent J. Zipparro, Hans Hasen (Eds), Davis' Handbook of Applied Hydraulics. ISBN 0070730024., Mcgraw-Hill,  4th Edition (1992), , at Amazon.com
- Classification of Organics in Secondary Effluents. M. Rebhun, J. Manka. Environmental Science and Technology, 5, pp. 606–610, (1971). 25.
- „Levelized Cost Of Energy, Levelized Cost Of Storage, and Levelized Cost Of Hydrogen”. Lazard. 2021. Приступљено 29. 5. 2022.
- „Renewable Capacity Highlights 2022”. IRENA2022. Приступљено 29. 5. 2022.
- Kök, A. Gürhan; Shang, Kevin; Yücel, Safak (23. 1. 2020). „Investments in Renewable and Conventional Energy: The Role of Operational Flexibility”. Manufacturing & Service Operations Management. 22 (5): 925—941. ISSN 1523-4614. S2CID 214122213. doi:10.1287/msom.2019.0789.

## Spoljašnje veze
- Hidroelektrična energija на веб-сајту  (језик: енглески)